# Natalia Przybysz

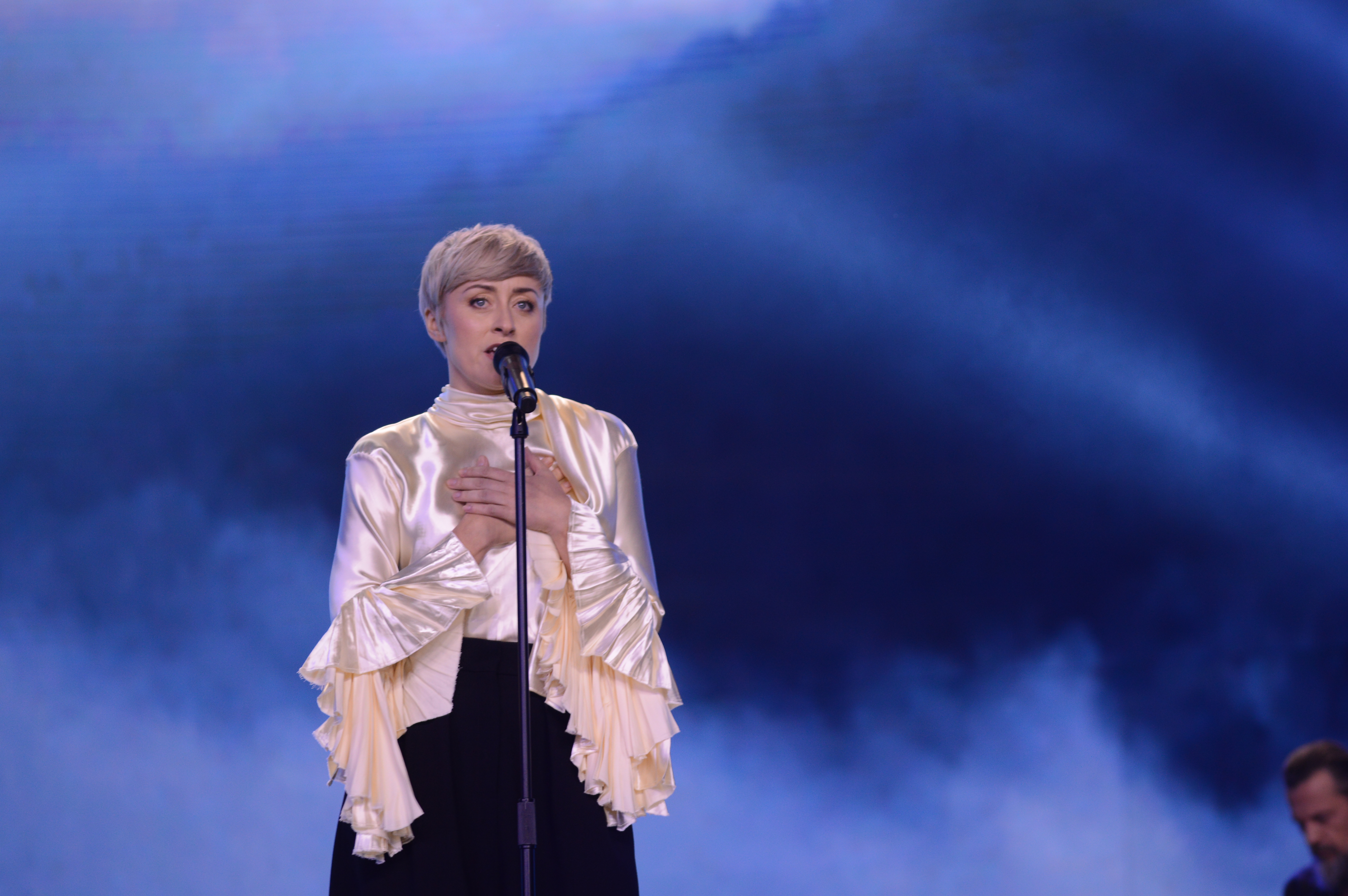
Natalia Przybysz (2022)

Natalia Maria Przybysz, auch N’Talia und Natu (* 1. September 1983 in Warschau) ist eine polnische Sängerin.

## Leben und Wirken
Als Kind nahm Przybysz mit ihrer jüngeren Schwester Paulina Cello-Unterricht. 2001 gründeten die Schwestern die Soul-Band Sistars, mit der sie zwei Alben aufnahm. Sistars wurden 2003, 2004 und 2005 mit mehreren Fryderyk-Preisen sowie 2004 und 2005 mit MTV Europe Music Awards als Best Polish Act ausgezeichnet. Nach der Auflösung der Band 2006 begann Natalia Przybysz’ Solo-Karriere; 2008 erschien ihr erstes, größtenteils englischsprachiges Album Maupka Comes Home. Auf ihrem 2013 erschienenen Album Kozmic Blues interpretierte sie Lieder von Janis Joplin. 2014 erhielt sie zwei Fryderyk-Preise für das Album Prąd. 2015 gründete sie mit ihrer Schwester die Band Archeo Sisters, das bisher kein Album aufgenommen hat. Zusammen mit dem Gitarristen Raphael Rogiński bildet sie Shy Albatross, von dem 2016 das erste Album erschien – Woman Blue. Bereits vorher trat sie auf zwei Alben von Rogińskis Projekten auf.
Przybysz arbeitete u. a. mit Baaba, Warsaw Village Band, Wojtek Mazolewski, Tymon Tymański, Stanisław Sojka. Mit Sistars und auf früheren Solo-Alben verknüpfte sie Soul, Pop und elektronische Musik. Später wandte sie sich mehr Rockmusik und Blues zu.
2016 gab Przybysz in mehreren Interviews zu, bereits einmal abgetrieben zu haben (nachdem sie bereits zwei Kinder bekommen hatte). Diese Aussage wurde zu einer Zeit publiziert, als in Polen eine öffentliche Debatte über das Abtreibungsrecht stattfand. Auch engagierte sie sich in gesellschaftlichen Kampagnen, u. a. gegen Malaria, Brustkrebs und AIDS sowie für Vegetarismus (sie ist Veganerin) und Naturschutz.

## Diskografie
- Maupka Comes Home (2008)
- Gram duszy (2010)
- Kozmic Blues: Tribute To Janis Joplin (2013)
- Prąd (2014, PL: Platin)[8]
- Światło nocne (2017)
- Jak malować ogień (2019)
- Zaczynam się od miłości (2022)
- Tam (2023)

### Mit Sistars
- Siła sióstr (2003)
- A.E.I.O.U. (2005)